# 기아 PV5
기아 PV5는 2025년 상반기 출시된 PBV 라인업의 첫 번째 모델로, 사용 목적에 맞는 맞춤형 설계로 공간을 활용할 수 있는 중형 PBV이다.

## 개요
패신저(Passenger), 카고(Cargo), 컨버전(Conversion) 모델로 구성된다. 기본 모델은 승객 이송, 화물 운송용, 휠체어 탑승자 이동 지원용 등 여러 운행 목적에 맞춘 것이고, 다른 형태로의 확장이 가능하다. 별도의 택시 사양도 출시한다.
PV5에는 기아가 개발한 PBV 전용 플랫폼 E-GMP.S(Service)가 구현되어 있다. PV5는 평평하고 넓은 E-GMP.S 플랫폼 위에 상부 차체를 올려 만든 전동화 차량이다.

## 세부사양
PV5는 CATL의 삼원계 충전지를 장착했으며, 용량은 71.2kWh 및 51.5kWh다. 배터리팩 내부에는 모듈 없이 셀을 탑재한 셀 투 팩(Cell-to-Pack) 배터리 시스템이 적용됐다. 1회 충전으로 최대 400km 주행이 가능하며, 바디 부품을 모듈화한 플렉서블 바디 시스템(Flexible Body System)을 적용했다.
또한, 16:9 비율의 12.9인치 대화면 디스플레이를 탑재해 안드로이드 자동차 운영체제 기반의 PBV 전용 인포테인먼트 시스템과 현대자동차그룹 최초로 다양한 목적의 서드파티(제3자) 앱 설치가 가능한 앱 마켓(App Market)을 적용했다.
실내는 열린 상자(Open Box)를 주제로 모듈 방식의 맞춤형 사양으로 구성됐으며, 고객이 원하는 용품을 실내에 추가할 수 있게 해주는 플랫폼 개념인 기아 애드기어(Kia AddGear)를 처음 도입했다. 그 외에도 고속도로 주행 보조, 내비게이션 기반 스마트 크루즈 컨트롤, 차로 유지 보조 2 등 첨단 운전자 보조 시스템과 i-페달 3.0, 스마트 회생제동 3.0, 주요 제어기 무선 업데이트, 디지털 키 2, 실내외 V2L, TPO 카페트, 워크 어웨이 락, 2열 스마트 파워 슬라이딩 도어 등이 적용됐다.

### 패신저(Passenger)
PV5 패신저의 운전 공간은 수직과 수평의 조형과 낮은 벨트라인을 갖췄으며, 크래시 패드에 다양한 수납공간이 적용됐다. 승객 공간은 USB 충전 단자, 시트 열선 스위치 등이 적용됐고, 2열 리클라이닝·폴딩 시트가 적용됐다. 실내는 1/2/3열 시트 배열을 탑승 규모와 목적에 따라 고객 맞춤형으로 구성할 수 있으며, 기아 애드기어를 통해 운전석 좌측면부, 플로어 콘솔 상단부 등에 마련된 체결 플랫폼에 스마트폰 거치대나 카드 결제기와 같이 모듈화 된 사양을 추가로 장착할 수 있다. 트렁크 용량은 기본 1,330ℓ에서 2열 시트 미사용 시 최대 2,310ℓ(VDA 기준, 연구소 자체 측정)까지 확장되며, 트렁크의 러기지 보드 아래에 실외 V2L 커넥터와 소화기를 포함해 다양한 물품을 수납할 수 있는 대용량 트레이를 적용했다. 운전석 전방 크래쉬패드 상단, 도어 트림, 1열 플로어 하단 등에도 수납공간을 배치했다. 또한, 편안하게 승하차를 위해 저상화 플로어 설계를 통해 399mm의 낮은 2열 스텝고를 구현하고, B필라에 긴 어시스트 핸들을 적용했다. 슬라이딩 도어의 개방폭을 775mm 수준으로 확보했으며, 1열 시트백 하단에 풋레스트를 기본 적용했다.
PV5 패신저는 최고 출력 120kW, 최대 토크 250Nm의 전기 모터와 71.2kWh 용량의 배터리를 탑재한 롱레인지 단일 모델로 운영되며, 4.5km/kWh의 전비를 바탕으로 358km(복합, 산업부 인증 완료 기준)의 1회 충전 주행가능거리를 확보했다. 또한, 350kW급 충전기로 급속 충전 시 배터리 충전량 10%에서 80%까지 충전하는 데 약 30분(연구소 자체 측정 기준)이 소요된다.

외장 색상은 클리어 화이트, 스틸 그레이, 오로라 블랙 펄, 프로스트 블루, 시티스케이프 그린, 소프트 민트, 레이크하우스 그레이 총 7가지로 운영되며, 실내 색상은 딥 네이비, 딥 네이비·도브 그레이, 에스프레소 브라운·오닉스 블랙 총 3가지로 운영된다.

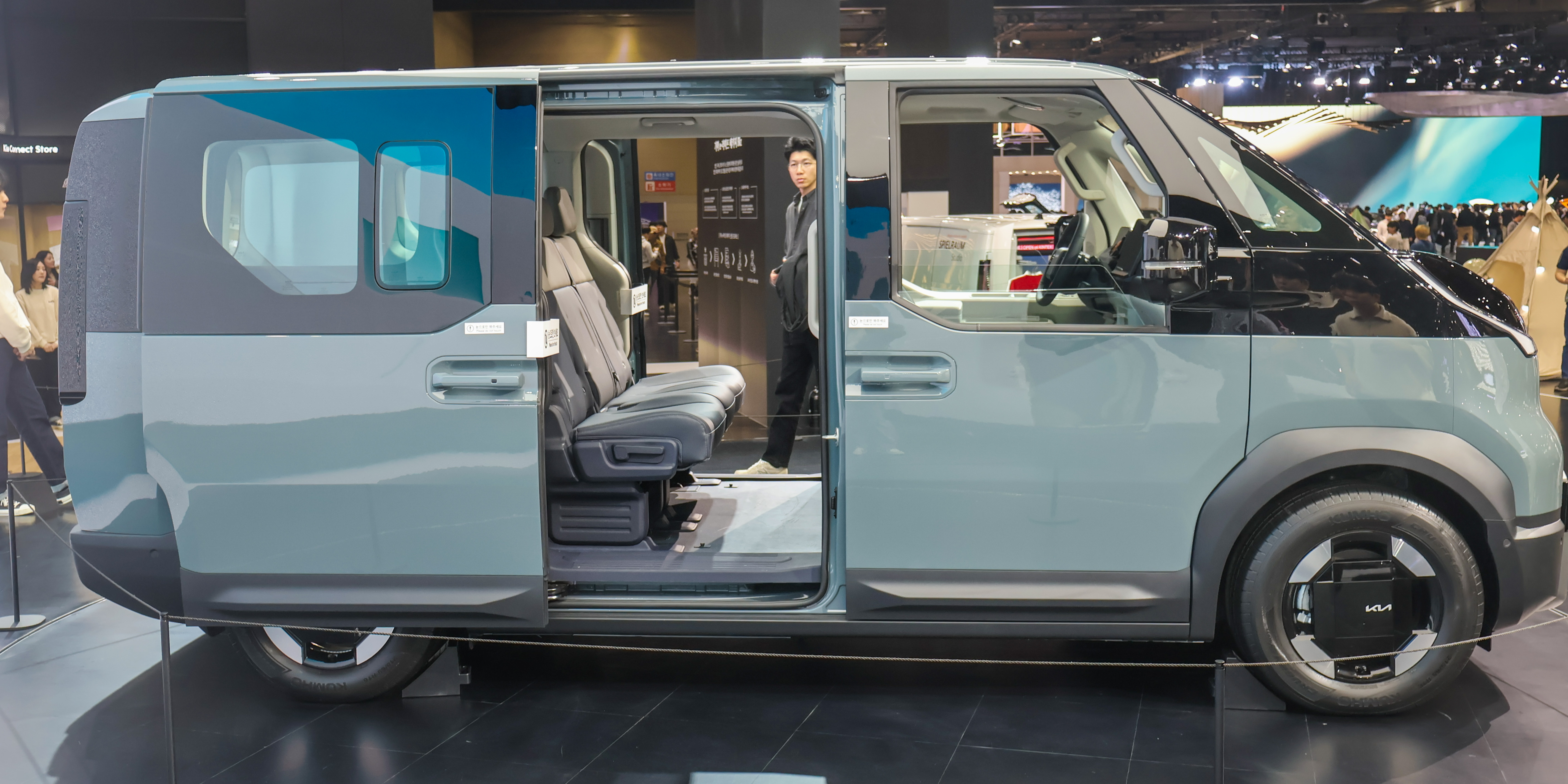
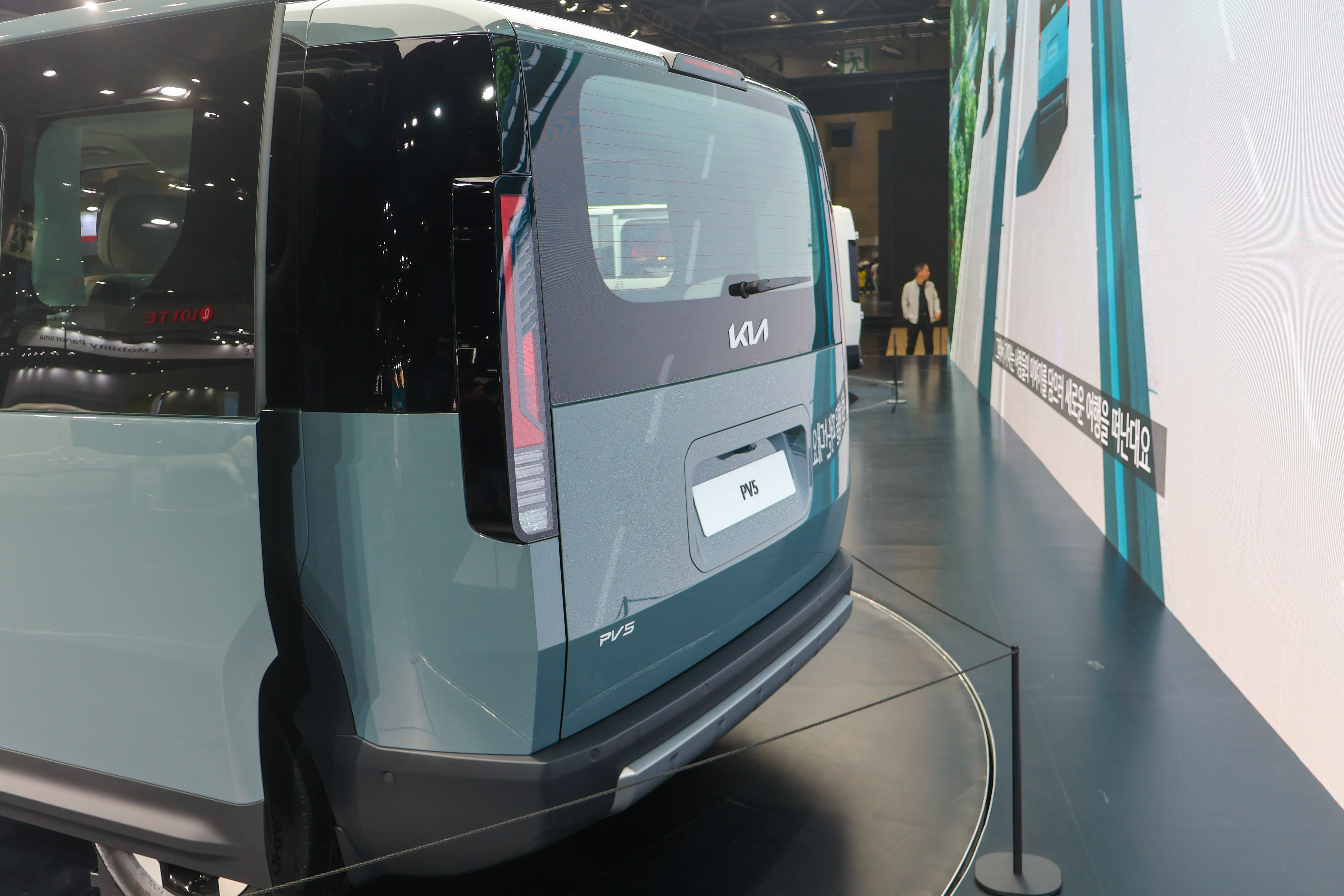

### 카고(Cargo)
PV5 카고는 패신저의 운전 공간을 기본으로 하며, 사용 목적에 따라 적재 용량을 변경한 컴팩트, 롱, 하이루프로 운영된다. 하이루프는 동승석 폴드 & 다이브 기능 및 1열에서 화물 공간으로 이동할 수 있는 워크 스루 기능을 선택할 수 있으며 최대 5,165L(VDA 기준)의 적재 용량을 갖췄다. 화물 공간에 조명, 그물망, 고정장치 등을 체결할 수 있게 해주는 L-트랙 마운팅과 V2L 기능 등의 편의 사양도 적용됐다.
롱 모델 기준으로 4,695mm의 차량 전장과 최대 길이 2,255mm, 폭 1,565mm, 높이 1,520mm의 화물 공간을 탑재했으며, 최대 1,343mm의 트렁크 개구폭을 구현했다. 또한 적재고를 419mm 수준으로 낮췄으며, 열림 각도를 95°, 180° 두 가지로 조정 가능한 양문형 테일게이트와 적재 공간 내 LED 조명을 적용했다. 최대적재중량의 경우 스탠다드 3도어(우측 슬라이딩) 기준 700kg, 스탠다드 4도어(양측 슬라이딩) 기준 650kg을 구현했다.
PV5 카고는 71.2kWh 용량의 배터리를 탑재한 롱레인지 모델과 51.5kWh 용량의 배터리를 탑재한 스탠다드 모델로 운영되며, 1회 충전 주행가능거리는 각각 최대 377km(전비 4.7km/kWh), 280km(전비 4.8km/kWh)이다. 롱레인지와 스탠다드 모델 모두 350kW급 충전기로 급속 충전 시 배터리 충전량 10%에서 80%까지 충전하는 데 약 30분 소요된다.

외장 색상은 클리어 화이트, 스틸 그레이, 오로라 블랙 펄 총 3가지로 운영되며, 실내 색상은 딥 네이비 단일 색상으로 운영된다.

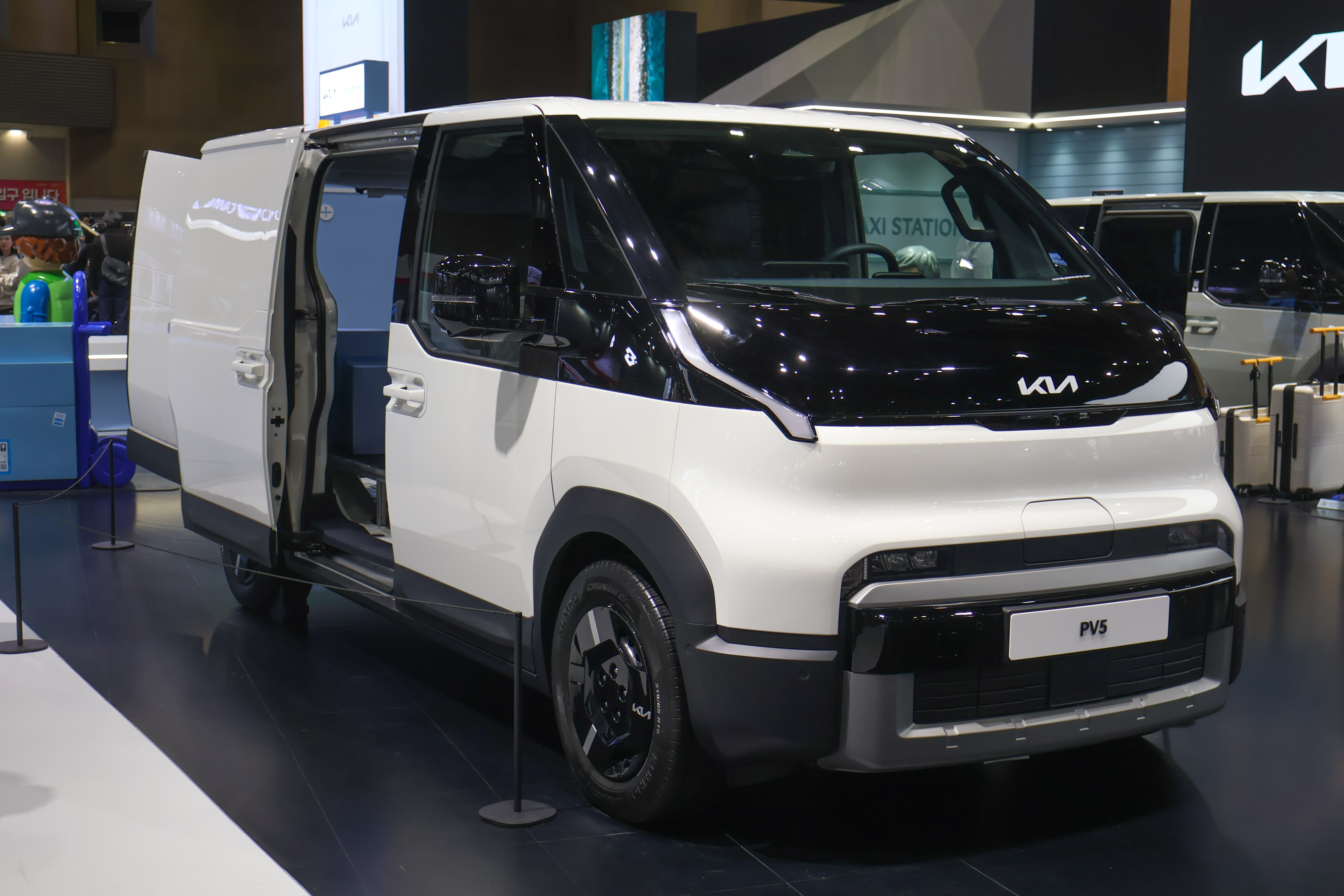
전면부
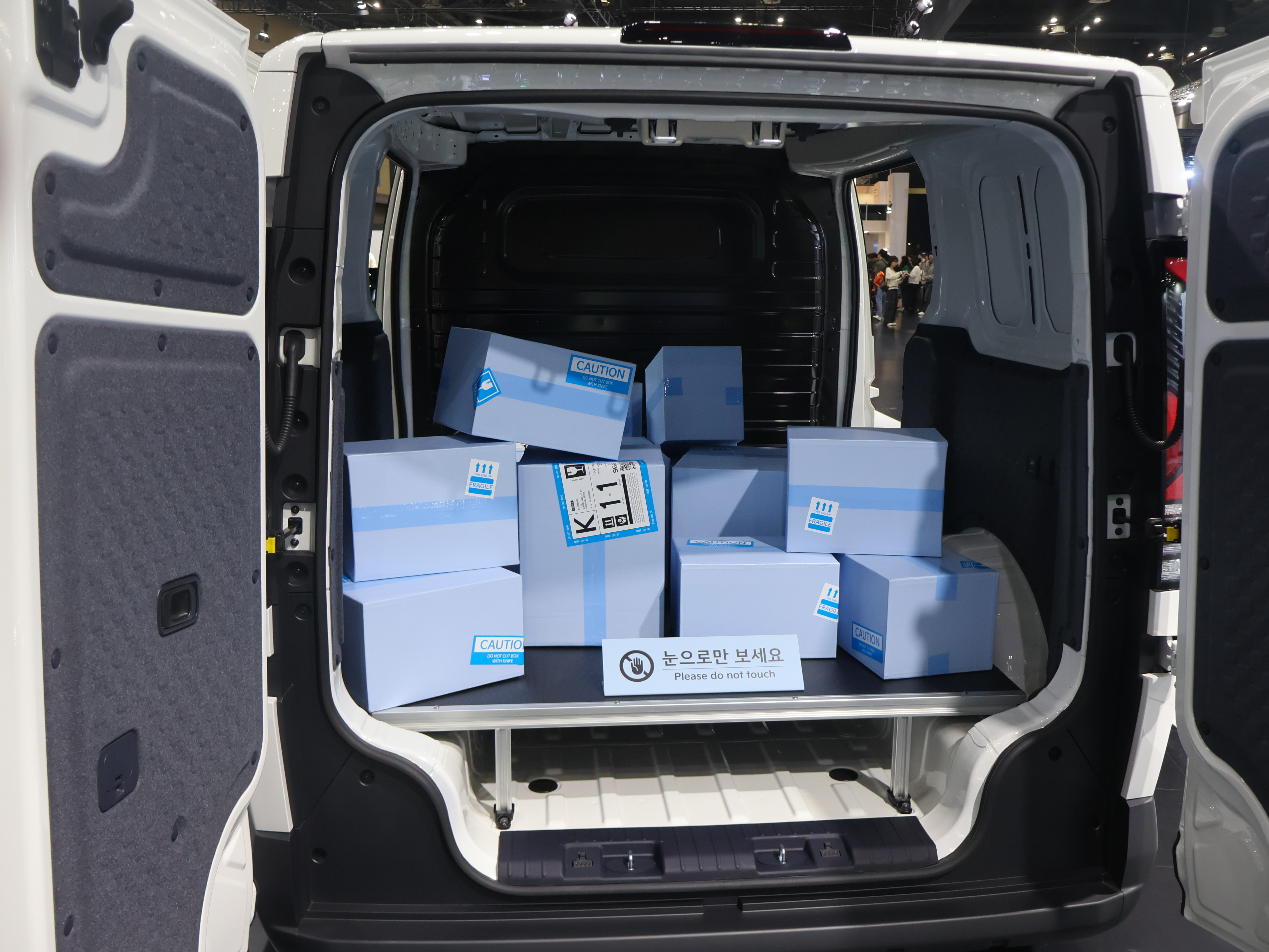
적재함

### WAV
PV5 WAV(Wheelchair Accessible Vehicle)는 휠체어 탑승자가 안전하게 타고 내릴 수 있도록 차량 측면 승하차 방식이 적용됐다. 또 편리하고 범용적인 휠체어 벨트 체결 구조 및 2열 탑승, 휠체어 탑승자를 옆에서 보조할 수 있는 3열 팁업 시트를 적용했다.

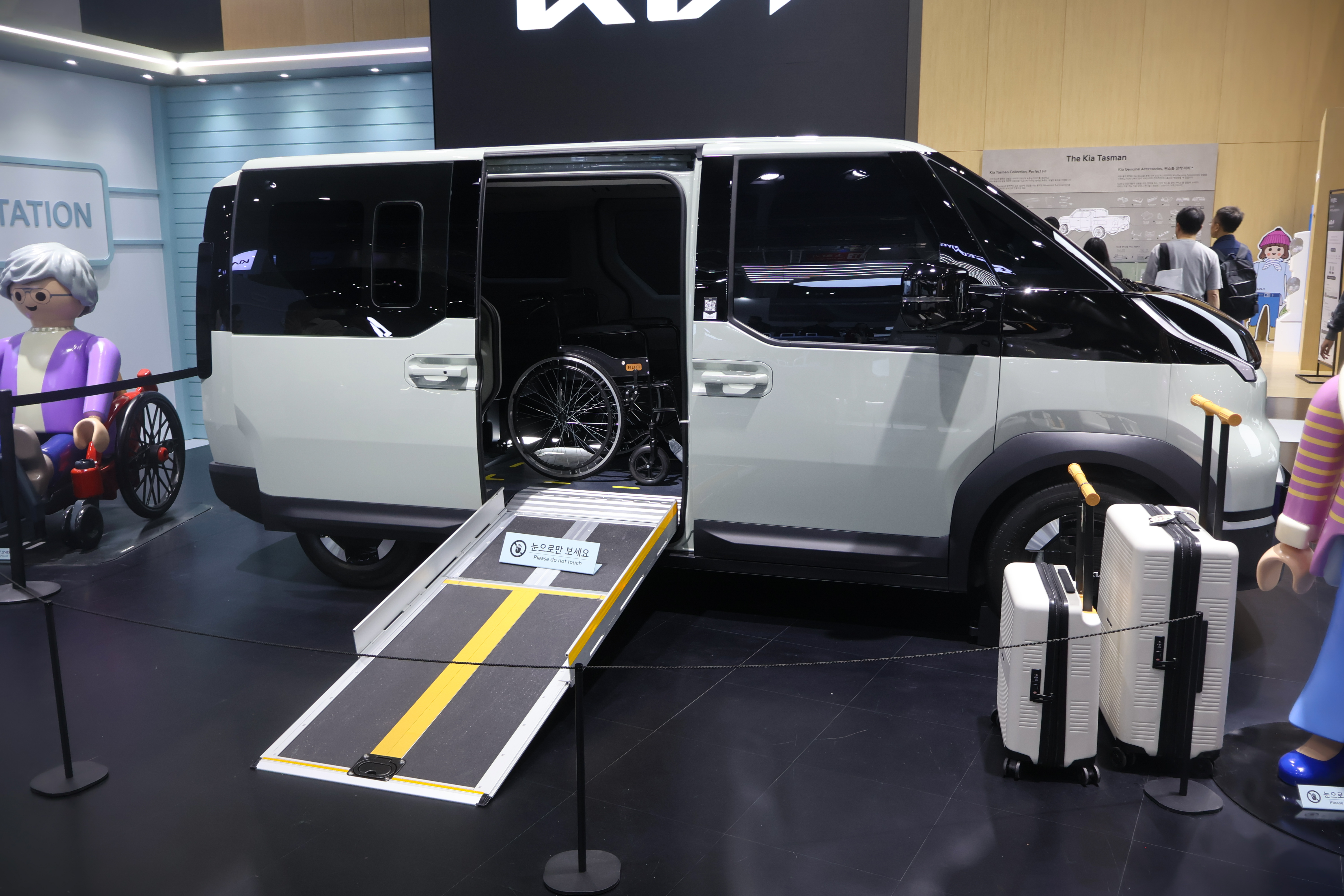

### 컨버전(Conversion)
컨버전 모델은 레저와 휴식에 최적화된 라이트 캠퍼, 패신저 고급화 모델인 프라임, 오픈베드, 내장·냉동탑차 및 유럽 전용의 크루 등의 모델이다. 유럽 전용 크루 모델은 패신저와 카고의 특성을 결합해 2열 공간을 필요에 따라 적재 공간으로 활용할 수 있으며, L-트랙 마운팅과 카고룸 내부 V2L을 추가할 수 있다.

### 슈필라움 콘셉트카

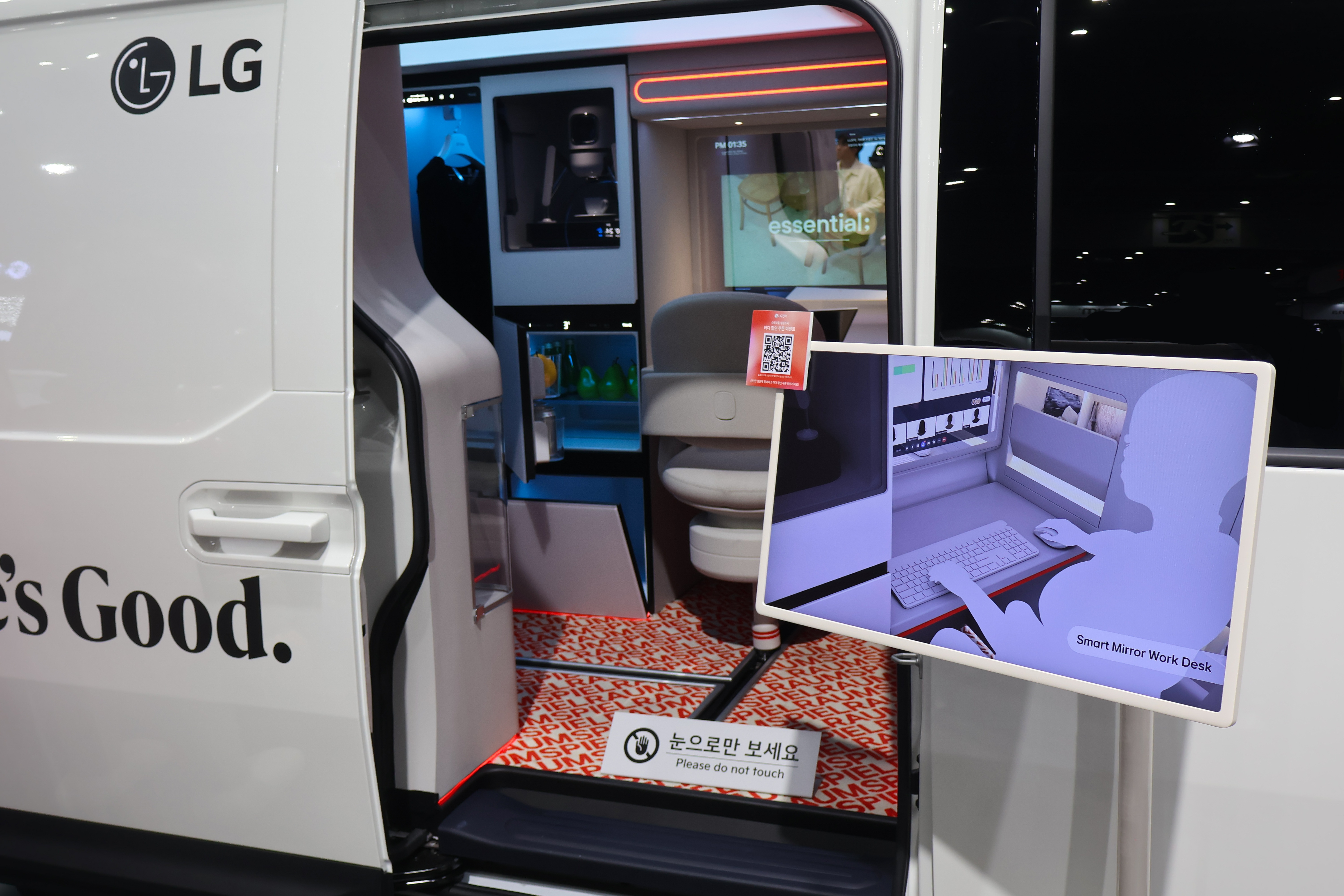
슈필라움

2025년 4월 3일 2025 서울모빌리티쇼에서 모바일 오피스용 슈필라움 스튜디오와 차크닉용 슈필라움 글로우캐빈(Glow cabin) PV5 콘셉트카를 공개했다.

#### 슈필라움 스튜디오 콘셉트카
슈필라움 스튜디오 콘셉트카는 이동이 잦고 작업 및 창고 공간이 모두 필요한 1인 사업가를 위해 기획된 차량으로 PV5 실내 공간에 스타일러, 스마트미러, 커피머신 등 AI 가전이 탑재됐다.

#### 슈필라움 글로우캐빈 콘셉트카
슈필라움 글로우캐빈 콘셉트카는 야외 활동을 즐기는 고객을 위해 기획된 차량으로 냉장고, 광파오븐, 와인셀러 등이 탑재됐다.

## 디자인
2025년 2월 20일에 PV5 패신저와 카고 모델의 외장 디자인이 공개됐다. PV5의 전면부는 A필러의 연장선에서 이어지는 스타맵 시그니처 라이팅과 검은 색상으로 마감한 차체에 헤드램프가 적용됐다. 전면과 후면의 하단부는 부분적으로 교체 가능한 로워 범퍼가 적용됐다. 측면부는 검은색의 휠 아치 클래딩과 사이드 로커 디자인이 적용됐으며, 측면부에 낮게 위치한 벨트라인을 따라 대형 글라스가 적용됐다.
PV5 카고의 후면부는 깔끔한 면으로 구성된 양문형 테일 게이트가 적용됐다.
2025년 2월 27일에 외장 색상을 공개했는데 외장 색상은 소프트 민트, 레이크하우스 그레이, 프로스트 블루 등으로 운영되며, 내장 색상은 딥 네이비, 도브 그레이, 에스프레소 브라운 등의 색상으로 운영된다고 한다.

## 시장
2025년 2월 24일, 스페인 타라고나도의 타라코 아레나에서 연 〈2025 기아 EV 데이〉 행사에서 최초 공개되었다. 출시는 2025년 하반기 국내와 유럽을 시작으로 순차적으로 이루어질 예정이다.

## 상훈
영국 《왓밴》- 왓밴 어워즈 2025 '주목해야 할 차'

### 하이루프

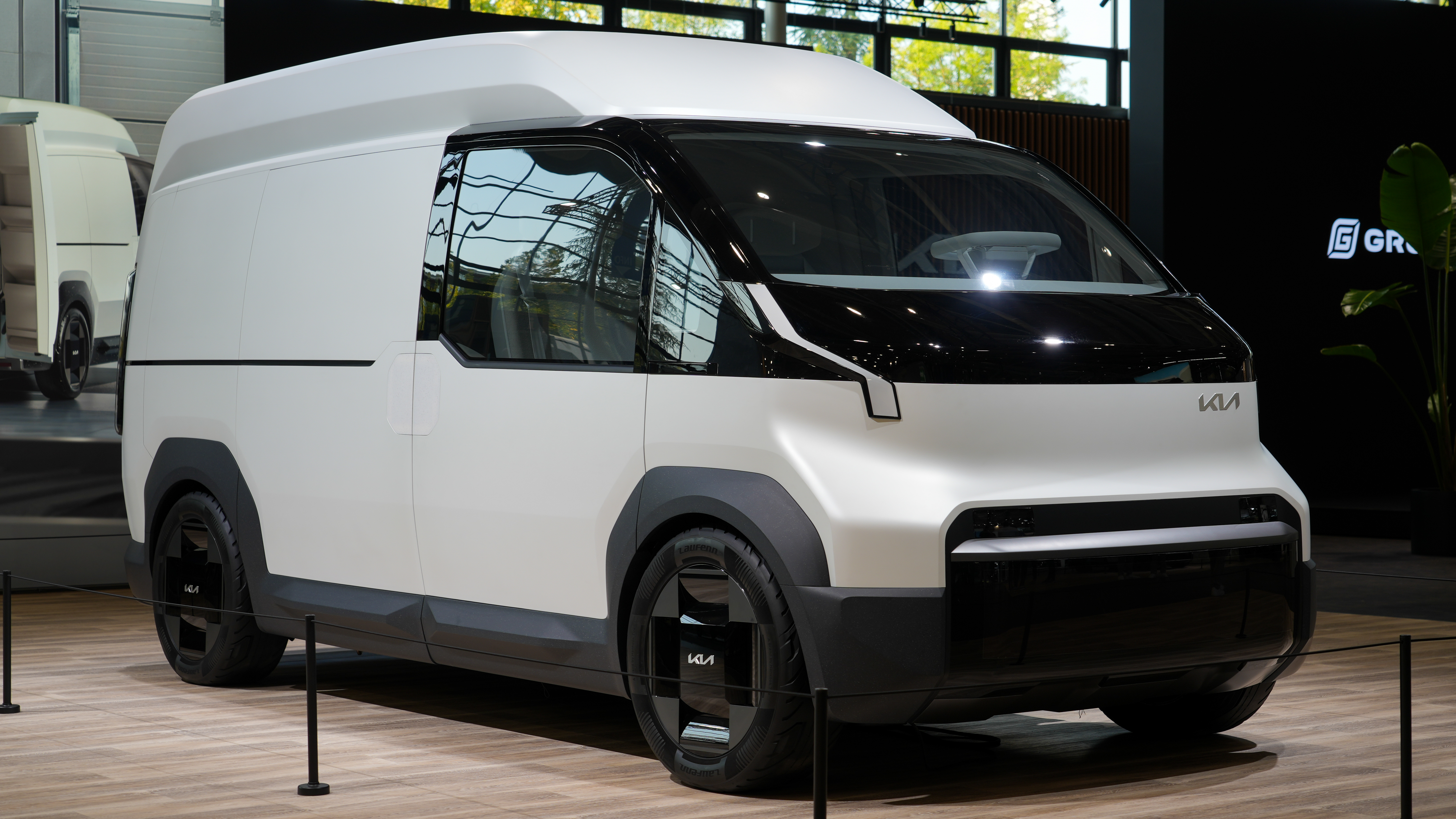
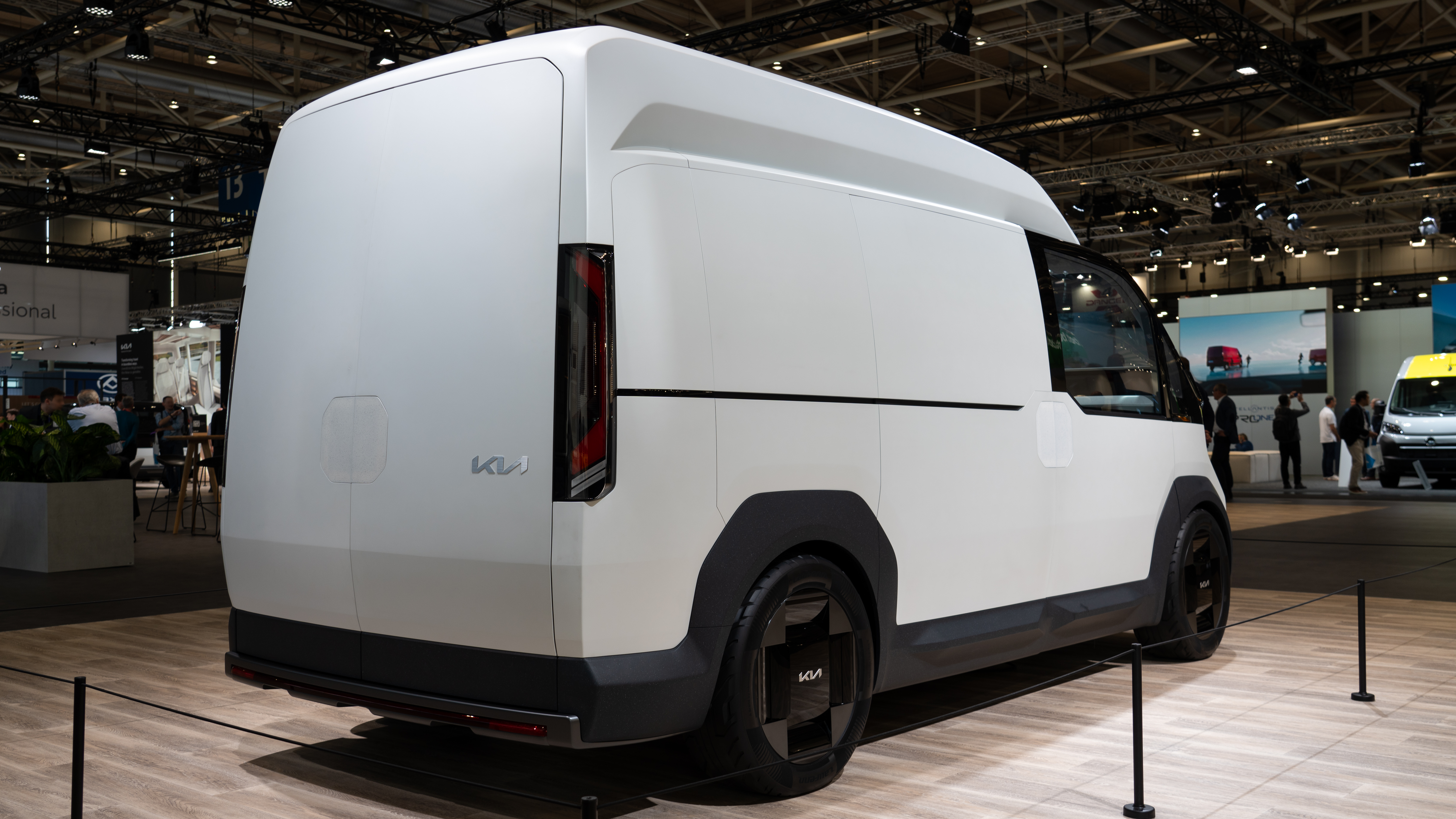
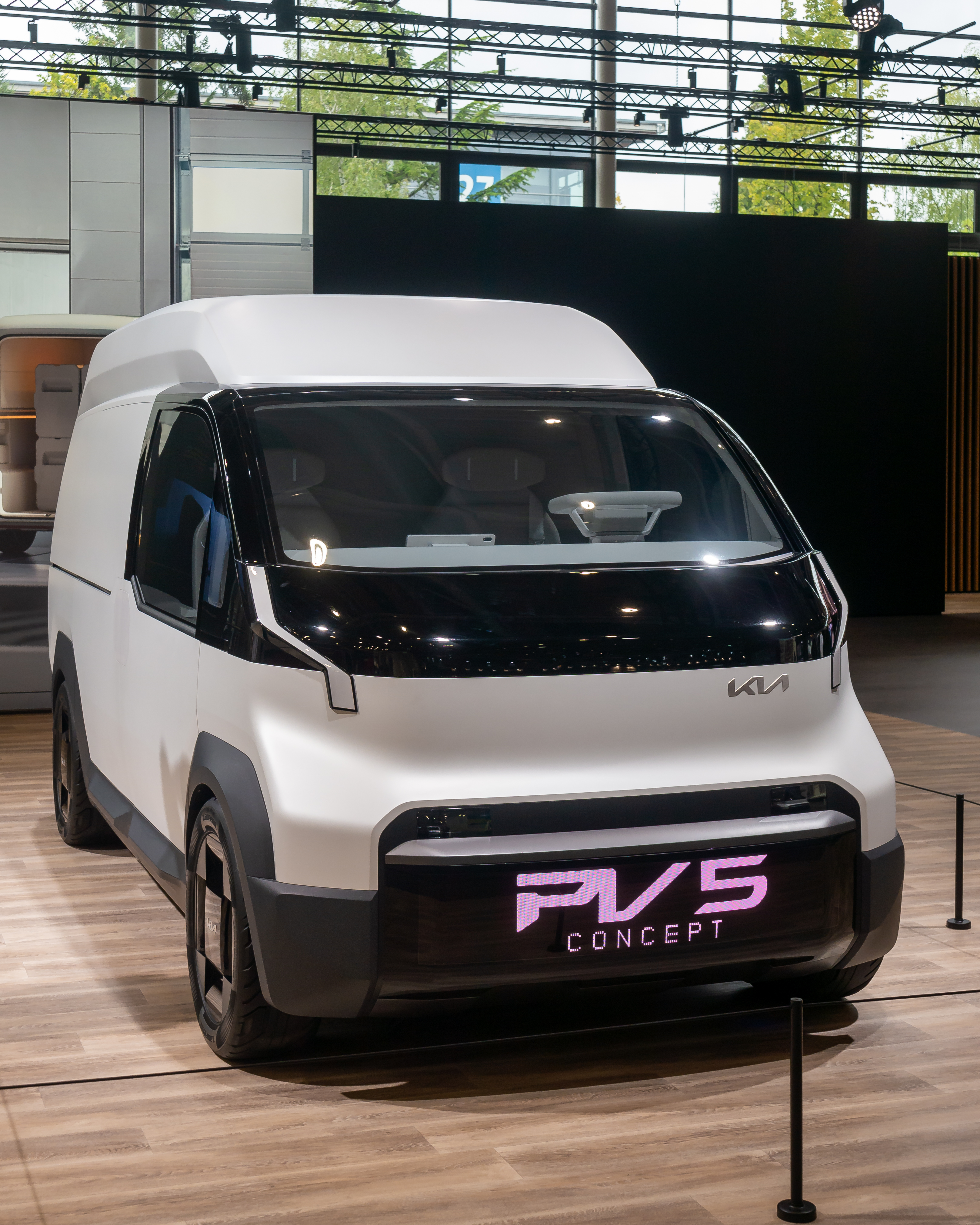

## 같이 보기
- 기아 PBV lineup
- 기아
- 현대자동차그룹